# سمير الصميدعي
سمير شاكر محمود الصُمَيدَعي سياسي عراقي ولد في سنة 1944 في مدينة بغداد عاصمة العراق تولى منصب وزارة الداخلية في العراق إبان فترة حكم مجلس الحكم العراقي بعد سقوط صدام حسين في 2003 وأصبح في 2006 سفير العراق في الولايات المتحدة. عام 1960 غادر العراق ليتجه إلى المملكة المتحدة وتخرج هناك من جامعة درم في قسم الهندسة الكهربائية وفي سنة 1966 عاد إلى العراق، لكن في عام 1973 عاد إلى بريطانيا بعد أن لاحقهُ الرئيس العراقي صدام حسين.